# Блатина
Блатината е винен сорт грозде, типичен за Херцеговина. Има червен цвят.
Един грозд тежи 200-300 грама. Количеството на захарта в плесента варира от 18 до 22%, като общата киселинност на жилавката е 6-7 грама на литър.
Алкохолното съдържание на виното е 12-13%. Препоръчително е то да се изстуди до 18°C.